# Вільям Тенн

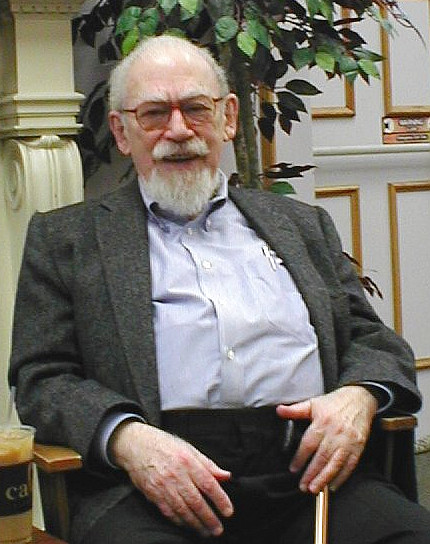
Вільям Тенн у 2002

Вільям Тенн (англ. William Tenn, справжнє ім'я Філіп Класс; 9 травня 1920, Лондон — 7 лютого 2010) — американський письменник-фантаст.
Філіп Класс народився в 9 травня 1920 року в Лондоні. Незабаром батьки перевезли його в Нью-Йорк. Майбутній письменник виріс у Брукліні. Під час Другої світової війни був сапером, а потім працював у відомому американському дослідному центрі в області телекомунікацій, електронних та комп'ютерних систем Bell Labs.
Літературою Клас почав займатися в 1930-і роки. Писав статті, есе, повісті, вірші й оповідання. Клас є автором двох романів. Обидва вони — «Лампа для Медузи» і «Мешканці стін» — вийшли в 1968 році. 2004 року був випущений збірник статей та есе письменника «Dancing Naked».